# Arycanda maculifera
Arycanda maculifera är en fjärilsart som beskrevs av Walker 1864. Arycanda maculifera ingår i släktet Arycanda och familjen mätare. Inga underarter finns listade i Catalogue of Life.